# Gian Antonio Simoni
Gian Antonio Simoni (Padova, 7 febbraio 1949) è un ex pilota di rally italiano.

## Carriera
Gianti inizia a gareggiare nei rally nel 1968. Nel 1971 diventa campione italiano Rally Internazionali Gran Turismo, in coppia con Arnaldo Cavallari. Nel 1973, dopo essere diventato pilota ufficiale della Chrysler, prende parte ad alcune gare valide il campionato europeo e mondiale di rally. Nel 1975, in coppia con Vanni Tacchini, partecipa alle gare della Mitropa Cup, su Fiat 124 Abarth, vincendo la classifica assoluta.
Ritiratosi dalle corse, fonda la Scuderia Padova Corse. Nel 2013 fonda la Classic Racing Car Abarth. Sempre nello stesso anno dà alle stampe il libro Sotto il segno dei Rally, quale collaboratore di Beppe Donazzan.